# أحمد باشا جركس
أحمد باشا جركس (أبو ودان) مؤسس مدينتي كسلا وفامكة في السودان. من رجالات الإدارة المصرية الذين تولّوا حكم السودان في زمن محمد علي باشا. اشتهر بلقبه أحمد باشا أبو ودان أكثر من اسمه الأصلي أحمد باشا جركس. تولّى مسؤولية الحكم المصري في السودان بعد انتهاء حكم سلفه خورشيد باشا عام 1837م.	بدأ حكمه بتقسيم مقاطعات السودان الشاسعة إلى أخطاط (أي محافظات)، وجعل للأخطاط أقساماً، وجعل لكل قسم مديريات، وجعل لكل مديرية حدوداً، وضمّ إليها العرب الرحّل، فانتظمت أمورها.
نقل إلى السودان كثيراً من أصناف الحيوانات الأليفة والبذور النادرة، مما أدّى لتحسين الإنتاج الزراعي.	شجّع التجارة والصناعة والملاحة في السودان فقصدها الأوروبيون وغيرهم للتجارة.	وطّد الأمن والاستقرار في البلاد، وقضى على الاضطرابات في كردفان، وعلى حدود الحبشة.	فتح إقليم التاكا الذي غيّر اسمها إلى اسم كسلا، وأسس فيها مدينة سودانية جديدة هي مدينة كسلا، وهي مدينة تقع في السودان الشرقي بين نهر عطبرة والبحر الأحمر عام 1840م لتصبح عاصمةً للإقليم.	استأجر مينائي سواكن ومصوع من السلطات العثمانية، وأنشأ مدينة ثانية جديدة هي مدينة فامكة في عام 1840م أيضاً.
توفي أحمد باشا جركس (أبو ودان) فجأة في مدينة الخرطوم في أكتوبر أو سبتمبر من عام 1843م، وهو يستعد لاستقبال حاكم مصر والسودان ووالد زوجته محمد علي باشا. ويُقال أن محمد علي باشا قد شكّ بأنّ صهره أحمد باشا جركس يعتزم بإصلاحاته وتنظيماته وفتوحاته الجديدة إعلان استقلاله بالسودان وأنه كان لهذا الشك دور في موته المفاجيء، والله تعالى أعلم.
أجمع المعاصرون للحكمدار أحمد باشا جركس (أبو ودان) أنه كان يتمتع بنشاط خارق للعادة، محيطاً بكل صغيرة وكبيرة من شؤون الحكم والإدارة. وأنه أحسن معاملة الأمراء والزعماء السودانيين، فكان ذلك عوناً له في استتباب الأمن وتسهيل شؤون إدارة البلاد وإجراء الإصلاحات والتنظيمات الجديدة فيها من أجل المزيد من التقدم والازدهار للبلاد.